# Barranc de les Casetes
El Barranc de les Casetes és un barranc afluent de la Noguera Ribagorçana. Es forma dins del terme ribagorçà d'administració aragonesa de Sopeira, dins de l'antic terme de Sant Orenç, prop del santuari de la Mare de Déu del Torm, i passa després a l'antic terme del Pont de Suert, en el seu enclavament de Cellers, sempre a l'Alta Ribagorça.